# Mateus Leme
Mateus Leme est une municipalité brésilienne de l'État du Minas Gerais et la microrégion de Belo Horizonte.